# Wólka Wojcieszkowska
Wólka Wojcieszkowska (prononciation : [ˈvulka vɔi̯t͡ɕeʂˈkɔfska]) est un village polonais de la gmina de Sieciechów dans le powiat de Kozienice de la voïvodie de Mazovie dans le centre-est de la Pologne.
Il se situe à environ 6 kilomètres à l'est de Sieciechów (siège de la gmina), 19 km à l'est de Kozienice (siège du powiat) et à 95 km au sud-est de Varsovie (capitale de la Pologne).

## Histoire
De 1975 à 1998, le village appartenait administrativement à la voïvodie de Radom.